# Kantonsystem
Das Kantonsystem (auch Kantonssystem oder Kantonreglement) wurde durch König Friedrich Wilhelm I. im Jahr 1733 in Preußen zur Unterhaltung eines stehenden Heeres eingeführt. Die weitreichenden und sichtbaren Auswirkungen des Kantonsystems auf Preußen trugen unter anderem dazu bei, dass Friedrich Wilhelm I. unter dem Beinamen „Soldatenkönig“ bekannt wurde.
Im Jahr 1813 ersetzte die Preußische Heeresreform das Kantonsystem durch die Allgemeine Wehrpflicht.
Der Name Kantonsystem geht auf die Einteilung des Staates in sogenannte „Enrolierungskantone“ zurück, aus denen die Rekruten regimentsweise ausgehoben wurden:
- Ein preußischer Kanton umfasste für ein Infanterieregiment etwa 5.000 „Feuerstellen“ (d. h. Haushalte) beziehungsweise 1.800 Feuerstellen für ein Kavallerieregiment,
- die Kantone wurden für die Kompaniewirtschaft weiter in Distrikte aus sieben bis zehn Dörfern unterteilt,
- in diesen Distrikten zog dann der jeweilige Kompaniechef pro Jahr drei bis vier Kantonisten ein.

## Grundlagen
Das Kantonsystem kann als eine weniger ausgereifte Vorstufe der heutigen Wehrpflicht angesehen werden.
Grundlage des Kantonsystems war eine für alle Untertanen bestehende Dienstpflicht. Die Dienstpflichtigen wurden anlässlich ihrer Konfirmation meist direkt durch den Pfarrer enroliert (registriert) und die Register alljährlich in den jeweiligen Kantonen aktualisiert. Enrolierte zwischen 16 und 24 Jahren konnten im Rahmen der jährlichen Frühjahrsmusterung eingezogen werden, sobald sie eine Körpergröße von mindestens 1,73 Metern erreicht hatten; wer die Altersgrenze bereits überschritten hatte oder die geforderte Größe nicht erreichte, konnte stattdessen entweder einem Garnisonregiment überwiesen oder ganz aus der Enrolierung entlassen werden.
Die Dauer der Dienstverpflichtung bestand zwar de jure lebenslang, im Regelfall dauerte sie allerdings „nur“ bis zu 20 Jahre; in Friedenszeiten hatten Kantonisten nach der zweijährigen Ausbildung eine jährliche Dienstpflicht von zwei Monaten zu erfüllen und waren für die restliche Zeit des Jahres ohne Sold von der Armee beurlaubt. Unter der Regierung Friedrichs II. machten die Kantonisten in Friedenszeiten etwa 40 % des Personals der preußischen Armee aus.
Das Prinzip einer allgemeinen Dienstpflicht kollidierte allerdings mit der Tatsache, dass zahlreiche Bevölkerungsgruppen durch das Kantonsystem nicht erfasst wurden; dazu gehörten etwa Geistliche oder Adelige (die aber vielfach freiwillig in die Armee eintraten, um als Offiziere zu dienen), weiter Angehörige der Glaubensgemeinschaft der Mennoniten, bestimmte Handwerksberufe, Bewohner der (traditionell privilegierteren) Städte sowie die Bewohner von Regionen, die für die Wirtschaft wichtig waren.

## Vorteile
Ein Vorteil des Kantonsystems gegenüber der vorher üblichen Zwangsrekrutierung war die genaue staatliche Regelung der Rekrutierung sowie eine zumindest teilweise Gleichbehandlung der niederen Stände. Zusätzlich wurde auch versucht, die Rekrutierung in den Kantonen so zu gestalten, dass die wirtschaftliche Lebensfähigkeit des jeweiligen Kantons erhalten blieb.
Ein Indiz für den Vorteil des Kantonsystems war die wesentlich geringere Rate an Fahnenfluchten unter den Kantonisten, darüber hinaus trug das Kantonsystem zusammen mit anderen, weitreichenden Reformen zum wirtschaftlichen Aufschwung Preußens unter Friedrich Wilhelm I. bei. Eine weitere Neuerung dieses System war auch, dass sich (im Gegensatz zu den bis dahin üblichen Söldnerheeren) die Bürger ihrem Heimat- bzw. Vaterland in gewisser Weise zu einer Dienstleistung verpflichtet sahen; andererseits bildete das Kantonsystem auch eine der Grundlagen des preußischen Militarismus.
Aufgrund der sichtbaren Erfolge Preußens wurde das Kantonsystem bereits nach relativ kurzer Zeit auch von anderen Staaten des Deutschen Reiches übernommen, so z. B. von Österreich und Hessen-Kassel.

## Nachteile

### Beschaffung von Ersatz
Wurde in einer Schlacht ein Regiment aufgerieben, musste der jeweils zuständige Kanton für Personalersatz sorgen.
Dabei wurde zunächst versucht, Freiwillige anzuwerben; reichten diese nicht aus, wurde im Kanton rekrutiert. Damit waren die Kantone jedoch oft überfordert und es kam zwangsläufig zu einer Entvölkerung des Kantons durch Rekrutierungsmethoden, die der Zwangsrekrutierung durch die früher üblichen Presskommandos sehr ähnlich waren. Die Werber gingen also in Bauernhäuser und holten den nächsten Sohn der Familie mit Hinweis auf dessen Dienstpflicht ab. Das war gemäß dem Gesetz über das Kantonssystem legal, ja sogar notwendig, um das jeweilige Regiment in kürzester Zeit wieder kampfbereit zu machen, allerdings wurde dies aber von den Betroffenen als ähnlich ungerecht empfunden wie die vorher übliche Methode der Zwangsrekrutierung.
Zusätzlich führten diese Zwangsrekrutierungen zu einem Mangel an Arbeitskräften im Land und zur Landflucht, da Bewohner der Städte nicht von den Einberufungen betroffen waren und es damit möglich war, der Einberufung zu entkommen.

### Sippenhaft
Desertierte ein Soldat aus seinem Regiment, wurde dessen Ersatzmann aus derselben Gemeinde rekrutiert, aus der der Deserteur stammte. Dies war vorzugsweise ein Blutsverwandter des Deserteurs und sonst ein anderer Bewohner des Dorfes, was auch in weiterer Folge zu Konflikten in der Dorfgemeinschaft führte.
Weitere mögliche Sanktionen waren zum Beispiel die Konfiszierung des gesamten Eigentums des Deserteurs, das Niederbrennen seines Hauses oder auch Repressalien gegen dessen Angehörige in Form einer Sippenhaftung; dabei wurde das Eigentum der Angehörigen ebenfalls eingezogen oder man delogierte diese, wenn sie im selben Haus wie der Fahnenflüchtige wohnten. All das trug ebenfalls erheblich zu der niedrigen Desertationsrate der Kantonisten bei.

### Dienstpflicht
Ein Zuwiderhandeln gegen die Dienstpflicht stand als Landesverrat unter hoher Strafe. Außerdem gab es für die niedrigen Stände keinerlei Möglichkeit, sich von der Dienstpflicht zu befreien, da diese oft Unfreie waren, denen es das damalige Rechtssystem unmöglich machte, irgendwelche Rechte einzuklagen.
Damit kam die Aushebung von Truppen faktisch einer Zwangsmaßnahme gleich.

### Soldatenhandel
Die deutschen Staaten, die sich am Soldatenhandel (also an der Vermietung von Soldaten an andere Staaten) beteiligten, rekrutierten die dafür erforderlichen Truppen ebenfalls nach den Regelungen des Kantonsystems.
Während die einen in diesem Soldatenhandel und insbesondere auch in der Vermietung von Söldnern aufgrund von Subsidienverträgen im 18. Jahrhundert eine legale Angelegenheit ohne Zwangsmaßnahmen sehen, in der eben Soldaten freiwillig und gegen Entgelt in fremden Heeren dienten, weisen andere darauf hin, dass aufgrund der Kombination aus Kantonsregelung und der im Absolutismus vorhandenen Standesunterschiede diese „Freiwilligkeit“ relativiert betrachtet werden muss.

### Missbrauch
Grundgedanke für das Kantonsystem war der Wunsch Friedrich Wilhelms I., sein Land zu reformieren und einen wirtschaftlichen Aufschwung zu bewirken. Weiterhin sollte durch das Kantonsystem ständig ein gut ausgebildetes stehendes Heer verfügbar sein, damit sich Preußen jederzeit gegen Angriffe von außen verteidigen konnte.
Das Kantonsystem wurde aber auch angewandt, um Söldnerheere aufzustellen, die eben nicht zur Verteidigung des eigenen Landes dienten, sondern die Preußen an andere Staaten vermieten konnte. Auch in diesem Fall erfolgte die Rekrutierung der dafür zusätzlich erforderlichen Truppen gemäß dem Kantonsystem.